# Ben Cayetano

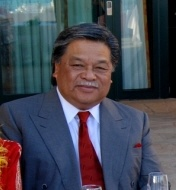
Ben Cayetano (2009)

Benjamin Jerome „Ben“ Cayetano (* 14. November 1939 in Honolulu, Hawaii-Territorium) ist ein US-amerikanischer Politiker. Er war von 1994 bis 2002 der fünfte Gouverneur des US-Bundesstaates Hawaii.

## Werdegang
Ben Cayetano wurde 1939 in Honolulu geboren. Er ist Filipino-Amerikaner. Cayetano erwarb 1968 seinen Bachelor in Politik an der University of California in Los Angeles (UCLA) und 1971 seinen Law Degree an der Loyola Law School. Er bekleidete für mehr als zwei Dekaden ein öffentliches Amt, wofür er acht Mal gewählt wurde. Cayetano wurde in das Repräsentantenhaus von Hawaii gewählt, wo er von 1975 bis 1978 verblieb, und danach in den Senat von Hawaii, dem er von 1979 bis 1986 angehörte. Anschließend hatte er zwischen 1986 und 1994 den Posten des Vizegouverneurs von Hawaii inne. Danach wurde er in das Amt des Gouverneurs von Hawaii gewählt, wobei er sich gegen den unabhängigen Kandidaten Frank Fasi und die Republikanerin Pat Saiki durchsetzte. Cayetano war damit der erste Filipino-Amerikaner, der das Amt eines Gouverneurs in den USA innehatte. Er übte sein Amt nach einer Wiederwahl im Jahr 1998 vom 2. Dezember 1994 bis zum 2. Dezember 2002 aus. Ferner war er ein früher Vorsitzender der Western Governors’ Association.

## Ehrungen
- UCLA Alumni Association Award for Excellence (1993)
- Award of Merit from the University of Hawaii College of Education (1993)
- UCLA Medal, die höchste universitäre Auszeichnung für seine „beachtliche Dienstzeit im öffentlichen Dienst“ (1995)
- Distinguished Leadership Award von der UCLA's John E. Anderson Graduate School of Management (1995)
- Hawaii Chapter of the American Society of Public Administration's Award for Ethics in Government (1995)
- Award for leadership and contributions to American government and intercultural relations from the Harvard University's Foundation for Intercultural and Race Relations (1996)
- Distinguished Citizens Award von der Aloha Council of the Boy Scouts of America (1997)
- UCLA Edward A. Dickson Alumnus of the Year Award for lifetime achievement (1998)
- Ehrendoktortitel im öffentlichen Dienst von der Loyola Marymount University (1998)
- Ehrendoktortitel in Laws von der University of the Philippines (1998)